# لكرارمة (أهل وادزا)
لكرارمة هي إحدى مشيخات المملكة المغربية، تتبع جغرافيا لإقليم تاوريرت وإداريًا لأهل وادزا. يقدر عدد سكانها بـ 6606 نسمة حسب الإحصاء الرسمي للسكان والسكنى لسنة 2004.